# レールプラス

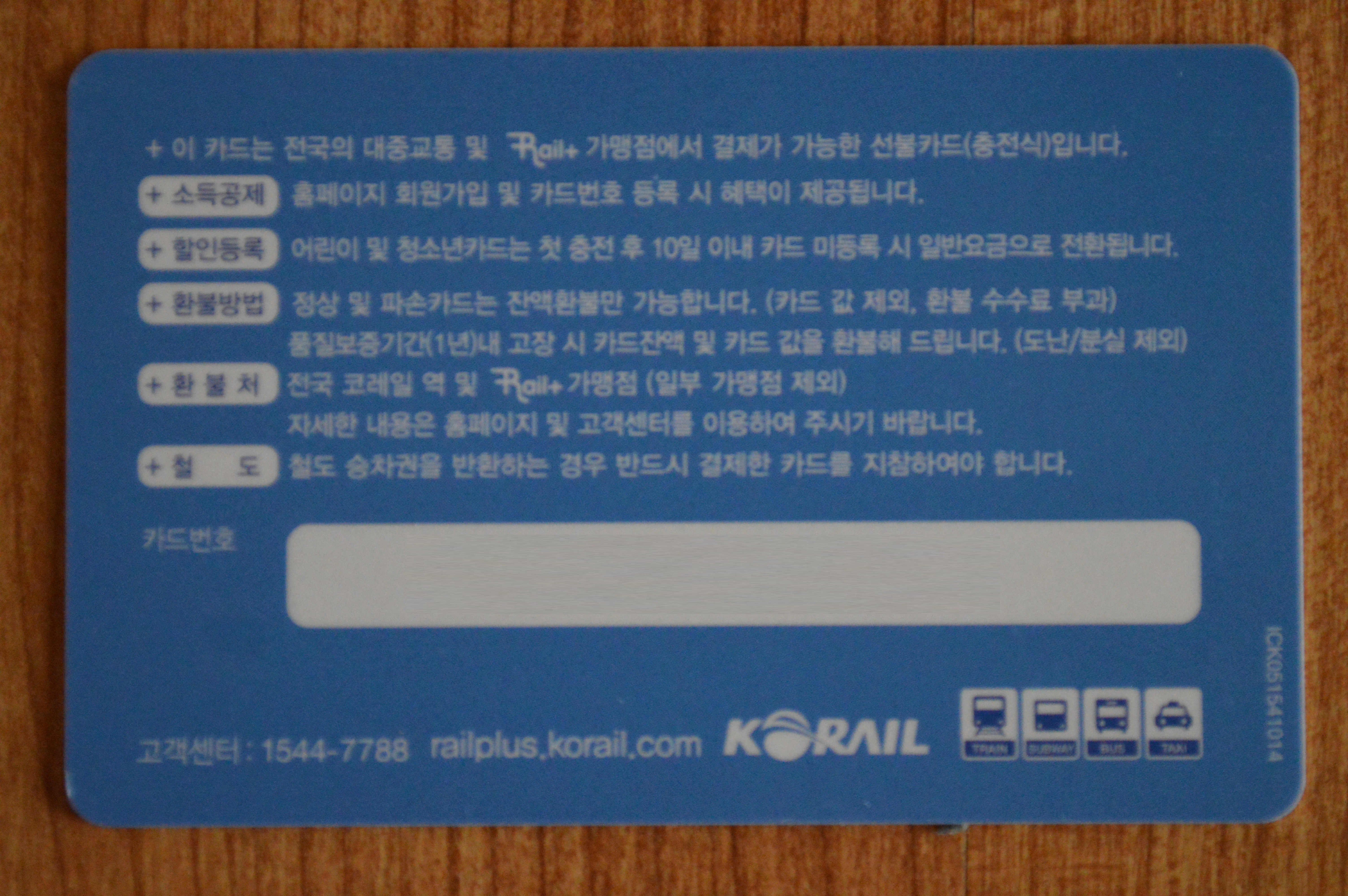
一般カードの背面

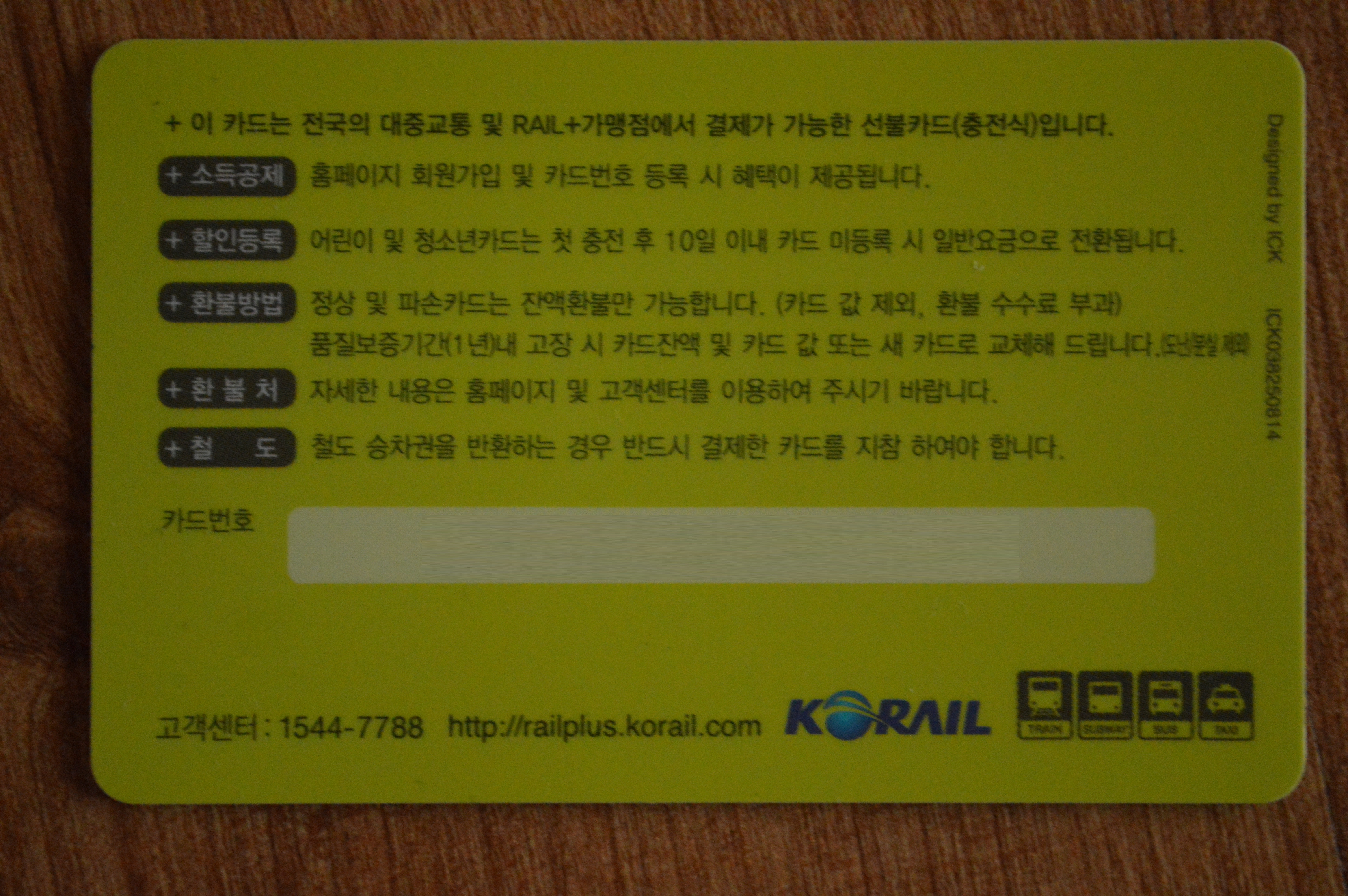
首都圏電鉄40周年記念限定版カードの背面

レールプラス（朝鮮語: 레일플러스）は、大韓民国の韓国鉄道公社が発行しているICカード乗車券、及び交通系電子マネーである。

## 発行されたカードの種類
- 一般カード
- 限定版カード
- ナドゥリバス相互利用カード - ナドゥリバスとは、大韓民国のバス会社である。
- クレジットカード兼用カード
- レールプラスモバイル交通カード 朝鮮語: 레일플러스 모바일 교통카드 - 2017年8月8日からサービス開始された、Androidスマートフォンで利用できるレールプラスである[1]。

## 利用可能エリア

### 公共交通機関
| 圏域   | 地域 |
| ------ | --- |
| 中部圏 | ソウル特別市 · 仁川広域市 · 京畿道 · 江原特別自治道 · 忠清道 |
| 湖南圏 | 光州広域市 · 全羅南道の一部（珍島、莞島、康津、海南、和順を除く） · 全羅北道 |
| 嶺南圏 | 釜山広域市 · 蔚山広域市 · 密陽市 · 泗川市 · 梁山市 · 晋州市 · 昌原市 · 大邱広域市 · 慶山市 · 慶州市 · 高霊郡 · 亀尾市 · 金泉市 · 星州郡 · 永川市 · 浦項市 · 鬱陵郡 · 清道郡 · 漆谷郡 · 安東市 |
| 済州圏 | 済州特別自治道 |
| その他 | 韓国鉄道公社が管轄する駅の窓口で乗車券の購入が可能。 |

- 高速道路 - 一部の民間高速道路を除き、多くの対応している高速道路の料金所で、非接触端末にレールプラスをかざすことで、通行料金の支払いができる。
- 橋 - 巨加大橋、麻倉大橋、釜山港大橋の通行料金の支払いができる。
- 駐車場 - 光明駅、東大邱駅、大田駅、馬山駅、釜山駅、ソウル駅、慶州駅、蔚山駅、昌原駅の駐車料金の支払いができる。
- トンネル - 江原特別自治道麟蹄郡にある彌矢嶺トンネルの通行料金の支払いができる。
- タクシー - ソウル市専用タクシーと蔚山市専用タクシーで利用できる。

### 商業施設
- 韓国全域のストーリーウェイ、イーマート24、鉄道内のカフェスペースや移動販売で利用できる。

## チャージ方法
- 韓国鉄道公社の鉄道駅内の券売窓口
- ストーリーウェイ、イーマート24,CU (コンビニエンスストア)（※1000ウォン単位でチャージできる。）
- 首都圏電鉄が設置しているチャージ機
- NH農協銀行, ウリィ銀行のATM
- レールプラスモバイルのアプリ